# M-Aktion
Ab 1942 wurde eine „Dienststelle Westen“ des Reichsministeriums für die besetzten Ostgebiete mit einer so genannten M-Aktion („M“ für Möbel) tätig und beschlagnahmte Möbel und sonstige Einrichtungsgegenstände aus „unbewachten jüdischen Wohnungen“ von geflohenen oder deportierten Juden in Frankreich und den Benelux-Ländern. Die Wohnungseinrichtungen wurden in Sammellager geschafft, anfangs den Verwaltungen in den besetzten Ostgebieten zur Verfügung gestellt, später jedoch bevorzugt den „Bombengeschädigten“ im Deutschen Reich zum Kauf angeboten.

## Dienststelle Westen
Der Einsatzstab Reichsleiter Rosenberg (ERR) leitete in den besetzten westlichen Ländern eine zusätzliche Raubaktion ein. Jetzt galt es Möbel, Haushaltsgegenstände und auch Kleidung aus jüdischen Wohnungen in Frankreich, Belgien und den Niederlanden zu beschlagnahmen und abzutransportieren. Nachdem der Einsatzstab Reichsleiter Rosenberg mit der Aufgabe bald personell überlastet wurde, richtete Rosenberg nach Rücksprache mit dem „Führer“ am 17. April 1942 in Paris eine selbständige „Dienststelle Westen“ des RMO ein, von der aus weitere Dienststellen im besetzten Frankreich, in Belgien und in den Niederlanden geleitet wurden.
Anfangs sollte die Dienststelle Westen die neu einzurichtenden Verwaltungsbehörden in den eroberten Ostgebieten mit Möbeln versorgen. Als die alliierten Luftangriffe auf Deutschland zunahmen und große Zerstörungen anrichteten, wurden die Möbel der M-Aktion zur Versorgung der Bombengeschädigten verwendet.
Als „Leiter der Dienststelle Westen“ fungierte Kurt von Behr, der Leiter des Amtes Westen des ERR (Frankreich, Belgien und die Niederlande) war und dem Leiter des ERR Gerhard Utikal unterstellt war. Gleichzeitig war Behr bis Juni 1943 Chef des Sonderstabs „Bildende Kunst“ im Amt Westen des ERR. Von Behr war ein Hauptverantwortlicher für den Kunstraub des ERR im Westen. Behr hatte keinerlei Unrechtsbewusstsein und rühmte sich der Erfindung der Möbelraubaktion.
Das deutsche Personal der Dienststelle umfasste rund 80 männliche sowie 30 weibliche Beamte und Angestellte, die dem RMO angehörten. Insgesamt dürfte die Mitarbeiterzahl der M-Aktion mehrere Tausend betragen haben. Schon mit den Wohnungsräumungen waren täglich bis zu 1500 französische Arbeiter mit 150 Lastkraftwagen beschäftigt; in drei Sammellagern waren 800 jüdische Zwangsarbeiter eingesetzt und kaserniert. Darüber hinaus wurden zahlreiche Polizisten und Arbeiter eingesetzt, die den Transport ermöglichten.
Ab 1942 war die Dienststelle Westen operativ tätig. Im April verließen die ersten Züge mit Raubgut Paris in Richtung Osten. Ein erstes Sammellager im Reich gab es in Köln; nach der Bombardierung von Köln am 30. Mai 1942 fuhren die Züge an diverse andere Orte.

## Vorgehen
Im „Tätigkeitsbericht der Dienststelle Westen“ wird dargestellt, dass in vielen Fällen „Erfassungsbeamte“ in Paris von Haus zu Haus gingen, um verlassene Wohnungen geflohener Juden ausfindig zu machen, das Inventar aufzunehmen und die Tür zu versiegeln. Allein in Paris wurden über 38.000 Wohnungen erfasst.
Um Einsprüche und Irrtümer zu vermeiden, blieben die Wohnungen meist zwei bis drei Monate versiegelt, bevor ein Beamter des Transportkommandos mit Dolmetscher und Möbelpackern die Räumung vornahm. Die Möbel, andere Wohnungseinrichtungsgegenstände, Geschirr, Kleidung und Wäsche usw. wurden in sechs Warenhäusern und Lagerhallen gesammelt. In drei von ihnen waren 800 Juden als Zwangsarbeiter zum Sortieren und Verpacken eingesperrt, sie wurden von SS-Einheiten bewacht. In angegliederten Werkstätten wurden die eingelieferten Gegenstände von Facharbeitern wie Tischlern, Kürschnern, Schuhmachern, Uhrmachern usw. instand gesetzt und anschließend verpackt. Zumeist wurde das Lager Aubervilliers, das über einen eigenen Gleisanschluss verfügte, für den Abtransport nach Deutschland genutzt.

## „Leistungsbilanz“
In einem „Gesamtleistungsbericht bis zum 31. Juli 1944“ werden folgende Daten genannt:
- 69.619 jüdische Wohnungen erfasst, 69.512 komplette Wohnungen an die bombengeschädigten Orte in Deutschland transportiert
- 26.984 dafür benötigte Güterzugwaggons
- sichergestellt ferner Devisen und Wertpapiere im Wert von 11.695.516 RM
- abtransportiert außerdem 2.191.352 kg Altmetall, Altpapier und Spinnstoffe

Im Rahmen der Aktion geraubte verwertbare Bücher wurden in Paris in der Alliance Israélite Universelle und in einem Sortierzentrum in Amsterdam gesammelt und dann großteils an das Institut zur Erforschung der Judenfrage in Frankfurt oder an die Zentrale Buchleitstelle in Berlin und später Ratibor gesandt.
Ferner wurden zahlreiche in Antwerpen vorgefundene Lifts, seefeste Kisten mit Umzugsgut von Emigranten, mit Binnenschiffen abtransportiert. So erhielt Hamburg beispielsweise 45 Schiffsladungen mit 27.227 Tonnen an Möbeln, Einrichtungsgegenständen und Kleidung. Dies wird jedoch in der „Leistungsbilanz“ nicht erwähnt und könnte auch von anderer Stelle veranlasst worden sein.

## Profiteure
Ursprünglich hatte Rosenberg geplant, das in Frankreich beschlagnahmte Mobiliar zugunsten der Verwaltung im Osten zu verwenden. Da die Bahnstrecken durch Militärtransporte überlastet waren, wurde das geraubte Inventar jedoch in elf „Reichslagern“ als Reserve gesammelt oder unmittelbar an „Fliegergeschädigte“ veräußert.
Beliefert wurden auch SS-Divisionen sowie die Reichsbahn und Reichspost. Zu den Begünstigten gehörten neben Ausgebombten die Kriegsversehrten sowie kinderreiche Familien und Neuvermählte. Auch „Ritterkreuzträger“ durften „Zuwendungen aus der M-Aktion“ beanspruchen. Teilweise gab es auch öffentliche Versteigerungen, die in Zeitungen angekündigt wurden. Alle Einnahmen wurden an die Reichskasse abgeführt.
Die M-Aktion der Dienststelle Westen galt als „siegwichtige Arbeit für die Not leidenden Volksgenossen“, mit der die Kriegsmoral gestützt wurde, indem schwer Bombengeschädigte alsbald mit einer vollständigen Wohnungseinrichtung ausgestattet werden konnten. Privatwirtschaftliche Kooperationspartner der NS-Stellen wie beispielsweise die Spedition Kühne + Nagel profitierten ebenfalls von den Aufträgen durch die Aktion. Laut dem Historiker Johannes Beermann hat Kühne + Nagel sich so erfolgreich gegen potenzielle Mitbewerber durchgesetzt, dass es im Verlauf der M-Aktion ein Quasi-Monopol auf die Staatsaufträge zum Transport des Mobiliars erlangte.

## Wiedergutmachung
Bereits kurz nach Ende des Zweiten Weltkriegs ordneten die West-Alliierten die Rückerstattung der noch feststellbaren, in der Zeit des Nationalsozialismus entzogenen Vermögensgegenstände an. Für die amerikanische und britische Besatzungszone erging das Militärregierungsgesetz Nr. 59, für die französische Besatzungszone die Verordnung Nr. 120 vom 10. November 1947 und für Berlin (West) die Anordnung BK/O (49) 180 vom 26. Juli 1949. Darunter fiel auch die noch vorhandene Beute aus den sog. M-Aktionen.
Im Rahmen der deutschen Wiedergutmachungspolitik wurden diese Regelungen für das Gebiet der Bundesrepublik im Bundesrückerstattungsgesetz (BRüG) von 1957 vereinheitlicht (§ 11 Nr. 1a bis d BRüG).